# Анкудінов Олександр Григорович
Олекса́ндр Григо́рович Анкудінов (Анкудинов, рос. Александр Григорьевич Анкудинов; 1846 — рік смерті невідомий) — український архітектор.

## Біографія
Навчався у Кронштадтському штурманському училищі. 1867 року закінчив будівельне училище в Санкт-Петербурзі, здобув звання архітекторського помічника і чин десятого класу. Через кілька років здобув звання інженера-архітектора.
У 1874—1877 роках працював молодшим архітектором у Таврійській губернії, від 1877 року — на посаді подільського губернського архітектора.
Спроектував у стильових формах неоренесансу і збудував у Кам'янці-Подільському богоугодний заклад і будинок для божевільних з удосконаленою системою вентиляції.